# Magniezia gardei
Magniezia gardei är en kräftdjursart som beskrevs av Guy Magniez 1978. Magniezia gardei ingår i släktet Magniezia och familjen Stenasellidae. Inga underarter finns listade i Catalogue of Life.